# Mariana Franko
Mariana Franko (Sint Eustatius, circa 1718 – overleden na 1779) was een vrije zwarte vrouw die midden 18e eeuw op Curaçao leefde. Zij werd daar in 1760 wegens diefstal en heling veroordeeld tot verbanning en verbeurdverklaring van al haar bezittingen. Zij kwam in 1764 naar Nederland om deze veroordeling bij de Staten-Generaal aan te vechten en eerherstel te verkrijgen. Na verscheidene procedures is ze hier in 1777 in geslaagd.

## Biografie
Mariana Franko wordt in achttiende-eeuwse documenten omschreven als een 'vrije negerin'. Zij was circa 1718 in slavernij geboren op Sint Eustatius en is op een gegeven moment vrijgelaten (gemanumitteerd). In augustus 1725, toen ze zeven jaar oud was, werd ze gedoopt als lidmaat van de gereformeerde kerk. Dit was ongebruikelijk voor de maatschappelijke verhoudingen op Curaçao van die tijd; lidmaatschap van dit kerkgenootschap was bijna uitsluitend voorbehouden aan blanken. In het doopregister staan de namen van haar ouders vermeld: Christina en Franko. Haar peetmoeder was Margarita Lindesay, een vrouw uit een vooraanstaande familie op Sint Eustatius. Zij nam Mariana mee naar Curaçao.
Franko kon lezen en schrijven en was economisch redelijk welvarend. Zij was een tijd eigenaar van een huis in Otrobanda en bezat zelf vijf slaafgemaakten. In 1752 ging ze werken op de plantage Sorgvlied (ook wel Zorgvliet) op Curaçao; zij voerde de administratie en hield  toezicht op de kinderen. Op Sorgvlied woonde ze samen met Pedro Anthonij, een slaafgemaakte die als voorman een leidinggevende functie had op de plantage.

## Beschuldiging en verbanning
In 1758 beschuldigde de eigenaresse van de plantage, de weduwe Lamont, Franko's levensgezel Pedro Anthonij van diefstal. Franko werd zelf aangezien als medeplichtige; men verdacht haar ervan de gestolen goederen te hebben verborgen of verscheept. Anthonij werd gemarteld en bekende in eerste instantie de diefstal, maar trok zijn bekentenis later weer in. Franko werd in Willemstad gevangen gezet en verhoord. Zij bleef consequent elke betrokkenheid ontkennen, ook toen ze onder zware druk werd gezet om te bekennen. Anthonij werd veroordeeld tot openbare geseling en verbanning. Dit laatste betekende dat hij in een niet-Nederlandse kolonie zou worden verkocht.
Franko zat twee jaar gevangen. Concreet bewijs tegen haar ontbrak en de procedure verliep traag en onzorgvuldig. Verzoekschriften die zij indiende kwamen niet bij de juiste personen aan en de autoriteiten negeerden een ontlastende verklaring door de blanke opzichter van Sorgvlied. In 1760 werd ze veroordeeld tot levenslange verbanning. Haar bezittingen, waaronder haar slaven, werden verbeurd verklaard en verkocht. Ook haar vrijbrief (het bewijs van haar status als vrij burger) werd in beslag genomen. De opbrengst van de verkoop van haar bezittingen ging naar de fiscaal (vergelijkbaar met een officier van justitie) en de eigenaresse van de plantage.

## Verblijf in Nederland en beroepsprocedures
Franko ging eerst naar Jamaica, vandaar naar Engeland en kwam in 1764 aan in de Republiek der Zeven Verenigde Nederlanden. Het lukte haar om haar zaak te laten voorleggen aan de Staten-Generaal, waar men niet onder de indruk was van de manier waarop de procedure op Curaçao was gevoerd. In 1767 werd besloten tot revisie van het vonnis; in 1772 werd het vonnis van de raad van Curaçao vernietigd. Franko wenste echter ook eerherstel, teruggave van haar eigendom en haar vrijbrief, en schadevergoeding.  Zij kreeg een schadevergoeding van tweeduizend gulden en een pensioen van van vijfhonderd gulden per jaar toegekend. Het duurde nog vijf jaar voordat het gouvernement van Curaçao de vergoeding voor de verbeurd verklaarde eigendommen uitbetaalde. De schuldeisers van Franko in Nederland lieten hierop direct beslagleggen.
Het was lang onzeker of Mariana Franko ooit naar de Antillen was teruggekeerd. Uit een stuk in het Stadsarchief Amsterdam werd duidelijk dat zij eind 1779 weer op Curaçao woonde.  De stukken betreffende haar zaak bevinden zich in het Nationaal Archief in Den Haag.

## Externe bron
- Mariana Franko Digitaal Vrouwenlexicon van Nederland. Huygens ING.
- Podcast over het dossier Mariana Franko in het Nationaal Archief